# Aedes geminus
Aedes (Aedes) geminus Peus, 1970 è un dittero appartenente alla famiglia Culicidae.

## Distribuzione
È specie essenzialmente centro-europea. In Italia risulta presente in Friuli-Venezia Giulia.

## Morfologia
Risulta morfologicamente distinguibile dalla gemella Aedes cinereus solo allo stadio di adulto in base ai caratteri dell'apparato genitale maschile. Per una descrizione completa dei reperti italiani vedi Zamburlini R., Cargnus E., 1998.

## Ciclo biologico
Le popolazioni italiane presentano generalmente due generazioni annuali (in primavera e nella tarda estate) con svernamento allo stadio di uovo.

## Ecologia
Gli stadi giovanili delle popolazioni italiane si sviluppano in acquitrini semipermanenti associati ad ambiente boschivo igrofilo (Salicetum), condiviso con gli altri culicidi Culiseta morsitans, Aedes annulipes, Ochlerotatus cantans, Ochlerotatus sticticus, Aedes vexans e Aedes cinereus.

## Interesse sanitario
È aggressiva per i mammiferi e per l'uomo; può fungere da vettore del virus Sindbis.